# Cando, Tây Ban Nha
Cando (giáo xứ San Tirso) là ngôi làng tọa lạc tại vùng tây bắc Tây Ban Nha, ở Outes, tỉnh A Coruña, và vùng Galicia, với dân số khoảng 1000 người. Đây cũng chính là địa điểm chứng kiến quả cầu lửa vào đầu năm 1994, và rồi khiến giới chức trách địa phương phát hiện ra nơi xảy ra vụ nổ (hố va chạm), được một số người giải thích là có liên quan đến hoạt động của UFO.